# 潘瀾
潘瀾（？—？），字士觀，號淮滄，福建泉州府晋江县人，明朝政治人物。

## 生平
万历十三年（1585年）乙酉科福建乡试举人，三十二年（1604年）甲辰科進士，会试第五名，殿试二甲第四名，授户部四川司主事，三十三年丁憂，三十五年補兵部主事，三十六年再丁憂，四十二年改補兵部主事，四十三年八月与光禄寺少卿周希圣一起主考陕西乡试。歴湖廣右参政，天启三年（1623年）升陕西按察使，六年降補廣東右參政、清軍驿传道。崇祯元年（1628年）升廣西按察使。

## 家族
父潘维垣，以子瀾貴，封户部主事，赠湖廣右参政。从父潘维岳，隆慶丁卯乡魁、监察御史、黄州知府。从兄潘洙（潘维城子），万历十七年進士。